# Steffen Quasebarth
Steffen Quasebarth (né le 15 juillet 1970 à Erfurt) est un ancien animateur de télévision et homme politique allemand de BSW. Il est membre du Landtag de Thuringe depuis 2024.

## Biographie

### Jeunesse et carrière journalistique
Steffen Quasebarth naît le 15 juillet 1970 à Erfurt en République démocratique allemande. Il devient journaliste en 1991 et présente entre 1992 et 2024 le Thüringer Journal, le journal télévisé principal de Thuringe diffusé par MDR Fernsehen.

### Carrière politique
Quasebarth rejoint BSW - Pour la raison et la justice, le parti de Sahra Wagenknecht en mai 2024 pour les élections régionales en Thuringe. En troisième place sur la liste, il est élu membre du Landtag de Thuringe.